# انقلاب ۱۱ سپتامبر ۱۹۲۲

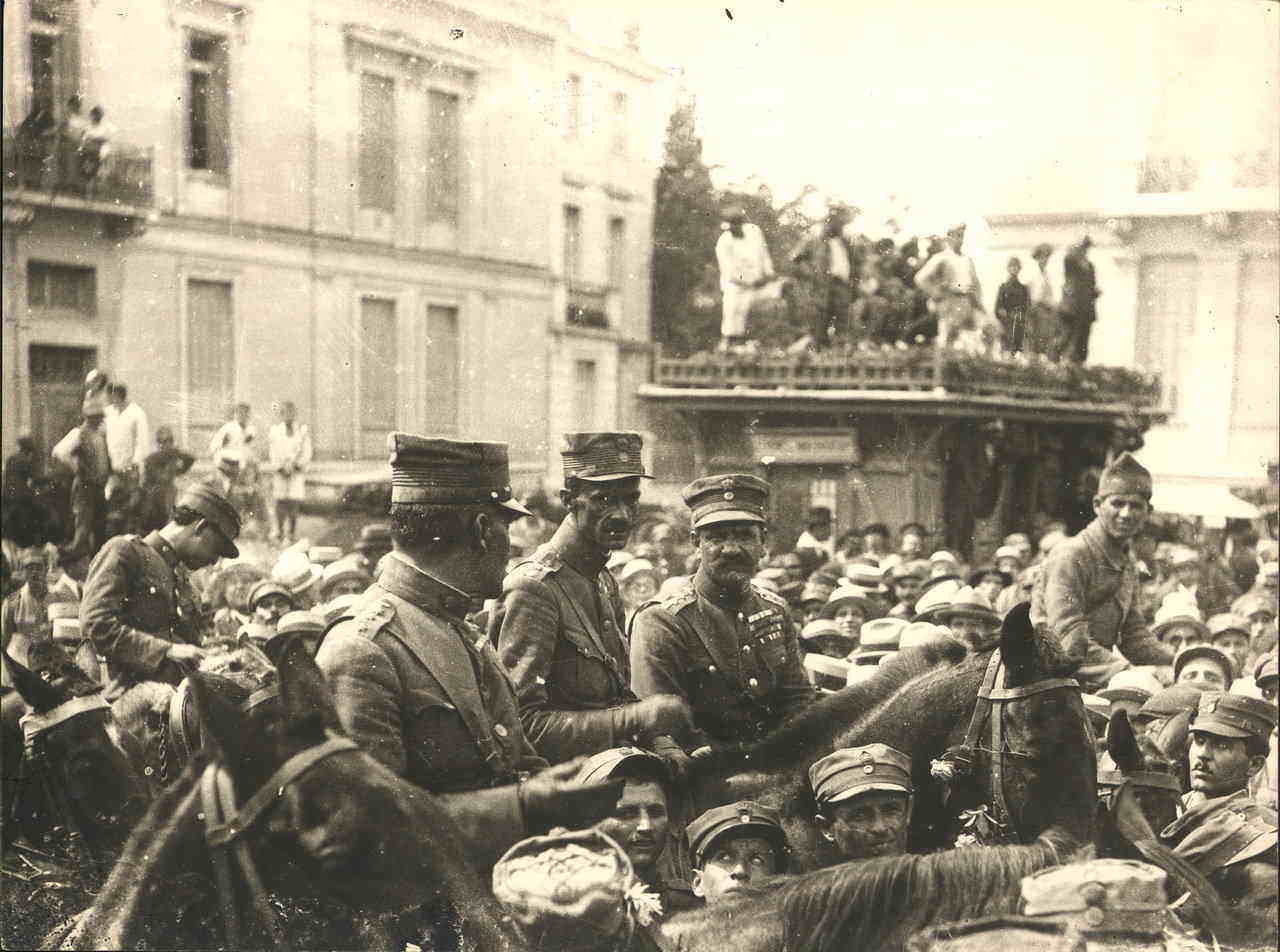
انقلاب ۱۱سپتامبر ۱۹۲۲

انقلاب ۱۱ سپتامبر ۱۹۲۲ (به یونانی: Επανάσταση της 11ης Σεπτεμβρίου 1922) شورش افسران ارتش و نیروی دریایی یونان علیه دولت مستقر آتن بود. در این زمان ارتش یونان در جنگ با ترکیه شکست خورده بود و ناچار به عقب‌نشینی از آناتولی شده بود. در پی این شکست، نارضایتی افسران به شورشی مسلحانه از طرف نیروهای ضد سلطنت و طرفدار الفتریوس ونیزلوس انجامید. این شورش به سرعت موفق به در اختیار گرفتن قدرت در آتن شد و کنستانتین اول یونان ناچار به استعفا و خروج از کشور گردید. بعد از آن دولتی نظامی بر سر کار آمد که تا سال ۱۹۲۴ که سلطنت ملغی و جمهوری دوم یونان تشکیل شد، قدرت را در اختیار داشت.